# Висарион Бјелински
Висарион Григорјевич Бјелински (рус. Виссарион Григорьевич Белинский; Свеаборг, 11. јун 1811 — Санкт Петербург, 7. јун 1848) био је руски књижевни критичар, један од руских напредних демократа, који се успротивио царској страховлади и њеним прогонима.

## Биографија
Висарион Бјелински се родио у породици војно-поморског лекара и свештеничког унука Григорија Никифоровича Бјелинског у Свеаборгу (данас део Хелсинкија, Финска) 1811. године. Рано детињство је провео у Финској, а затим је његов отац добио службу у родном крају у селу Чембар код Пензе. Гимназију је уписао 1825, али је незадовољан знањем које му нуди, напустио како би ступио на Московски универзитет.
Након боловања 1831. г., које се развило на туберкулозној основи, остао је без материјалних средстава за живот, али је са својим професором Иваном Надеждиним покренуо часопис Телескоп и одмах почео да се бави књижевном критиком. Надеждин је уређивање Телескопа 1835. г. сасвим препустио Бјелинском. Те године се упознао са Маријом Васиљевом Орловом (венчали су се 1843). Ћерку Олгу су добили 1845. године, а сина Владимира 1847. и Веру 1849. Владимир и Вера су умрли у раном детињству. Свој тежак, затворени и својеглави карактер испољавао је и према породици. Власт је 1836. г. забранила часопис и оставила Бјелинског без средстава за живот. Сналазио се како је знао и умео, борио се против болести, помагали су му и другови. Године 1837. је издао „Руску граматику“, анонимно уређивао Московски посматрач (Московский наблюдатель), објављивао драме и чланке.

## Педагошка мисао
Веома рано је овладао Хегеловом дијалектиком, али је одбацио Хегелов систем који је оправдавао руску монархију, као и мистицизам немачке дијалектичке филозофије.Тако се Бјелински својим филозофским и социјалним ставовима уздигао изнад Хегела.Пошто се посветио књижевном раду као велики критичар, Бјелински је много пажње поклонио питањима васпитања, просвећивања и културног напретка народа.Он се одушевљавао домаћом, народном културом и био противник ропске покорности страној култури.Бјелински није само критиковао стране утицаје, већ је и сам радио на унапређивању сопствене културе и књижевности. Дакле, љубав према свом народу прожима се с љубављу према целом човечанству. На једном месту каже: „Ко не припада својој домовини, тај не припада ни човечанству." Идеја човечности, једна је од најважнијих основа моралног васпитања, према Бјелинском, садржана у следећој мисли: „Средство и поступак васпитања треба да буде љубав, а циљ-човечност."
У вези са развојем детета, Бјелински се није слагао са мишљењем Лока да је душа детета ,,tabula rasa", већ да је дете „човек са способностима". За развој детета важна је његова унутрашња организација од које зависе многе интелектулане особине, као што је темперамент, карактер, памћење, пажња, итд. Према томе васпитање није свемоћно, али од њега ипак зависи да ли ће човек постати добар или лош.
У погледу садржаја образовања Бјелински је сматрао да су потребна знања о човеку и људском друштву (најважнија су: матерњи језик, књижевност и историја), као и знања о природи (математика, биологија, физика). Он признаје велики образовни значај латинског и грчког језика, напомињући да је изучавање ових језика у епохи ренесансе имало велики културни утицај на Европу.
Бјелински је велики значај придавао принципу очигледности, истичући да је очигледност „најпотребнији и најмоћнији помоћник при учењу", истицао принцип активности ученика, с обзиром на особености дечјег узраста и принцип поступности, којим је у настави иде од лакшег ка тежем, од од посебног ка општем, од примера ка закључцима. Нарочиту пажњу, Бјелински је поклањао принципу васпитности наставе, што је логички проистицало из његовог захтева да се у процесу васпитања на прво место ставља морално васпитање,
Када је реч о школској обавези, његов захтев у погледу приступачности наставе био је:општа, обавезна и бесплатна настава и једнакост у образовању за оба пола.
Његове реченице су често биле снажне и дубоког смисла, сажете у афоризам. Пресудно су учествовале у формирању модерне руске мисли.
„Без циља нема делатности, без интереса нема циља, а без делатности нема живота.“